# カール・フォン・ツォイテン
カール・フォン・ツォイテン（Carl von Zeyten、1880年 - 1926年）は、ドイツの時計師。本名はヘルマン・カール・クリーグである。

## 略歴
1880年 - ドイツのシュヴァルツヴァルトの街・フロイデンシュタットにて誕生。
1898年 - 時計師として置き時計や懐中時計の修理、開発を始めた。カールは完璧な時計を追求するためイギリスとスイスの時計工房で多彩な知識と経験を身に着けた。その後、地元のフロイデンシュタットへと戻り、大時計やシュヴァルツヴァルト地域の伝統的な壁掛け時計、鳩時計の開発、改良等を行い時計師として活躍した。
1926年 - 生涯を終える。

## CvZ
ドイツにて設立された彼の名前を冠した時計メーカーである。日本代理店はゼロタイム株式会社である。展開している腕時計は、比較的に価格帯はお手頃である。